# Municipio de Green (condado de Wayne, Indiana)
El municipio de Green (en inglés, Green Township) es un municipio del condado de Wayne, Indiana, Estados Unidos. Tiene una población estimada, a mediados de 2021, de 1289 habitantes.

## Geografía
Está ubicado en las coordenadas 39°57′47″N 85°0′13″O / 39.96306, -85.00361. Según la Oficina del Censo de los Estados Unidos, tiene una superficie total de 74.3 km², de la cual 74.0 km² corresponden a tierra firme y 0.3 km² son agua.

## Demografía
Según el censo de 2020, en ese momento había 1305 personas residiendo en la zona. La densidad de población era de 17.6 hab./km². El 97.09 % de los habitantes eran blancos, el 0.31 % eran amerindios, el 0.23 % eran de otras razas y el 2.38 % eran de una mezcla de razas. Del total de la población, el 0.84 % eran hispanos o latinos de cualquier raza.